# Тегартный забор

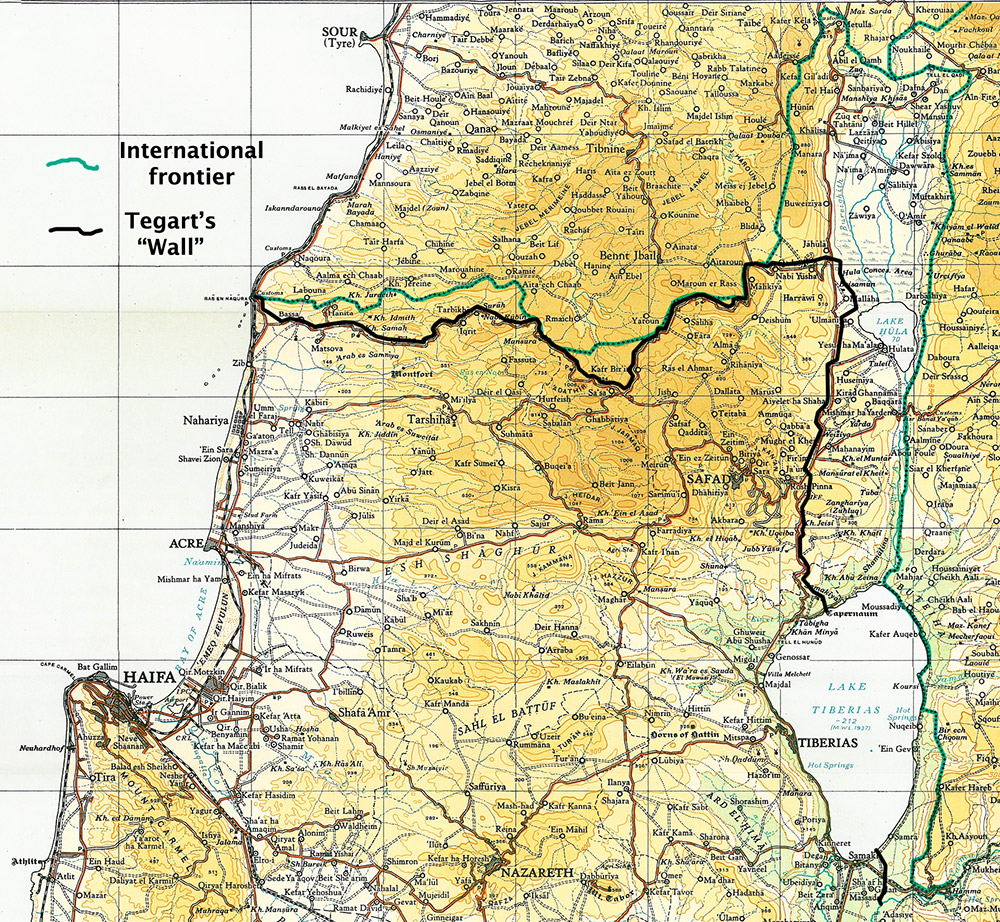
"Тегартный забор" в Палестине 1938–1940

Тега́ртный забор (иначе: Северный забор, (ивр. גדר הצפון‎)) в Подмандатной Палестине был возведён в мае-июне 1938 года британскими властями на северной границе, чтобы предотвратить проникновение из Сирии и Ливана боевиков, желающих участвовать в Арабском восстании в Палестине 1936–1939 гг.

## История
Забор был построен по приказу Чарльза Тегарта, советника Генерального инспектора по вопросам безопасности Подмандатной Палестины, и представлял собой колючую проволоку высотой 9 футов. Забор тянулся вдоль проложенной несколько ранее Северной дороги от палестинского селения эль-Басса (у побережья Средиземного моря) до Тивериадского озера, отделяя территорию британской Палестины от французских Подмандатных Ливана и Сирии. Вслед за первым забором несколько южнее был сооружён второй забор, на линии Акра–Сафад. По маршруту первого забора были построены 5 тегартов и 20 ДОТов. Ещё три тегарта имелись во второй линии забора. 

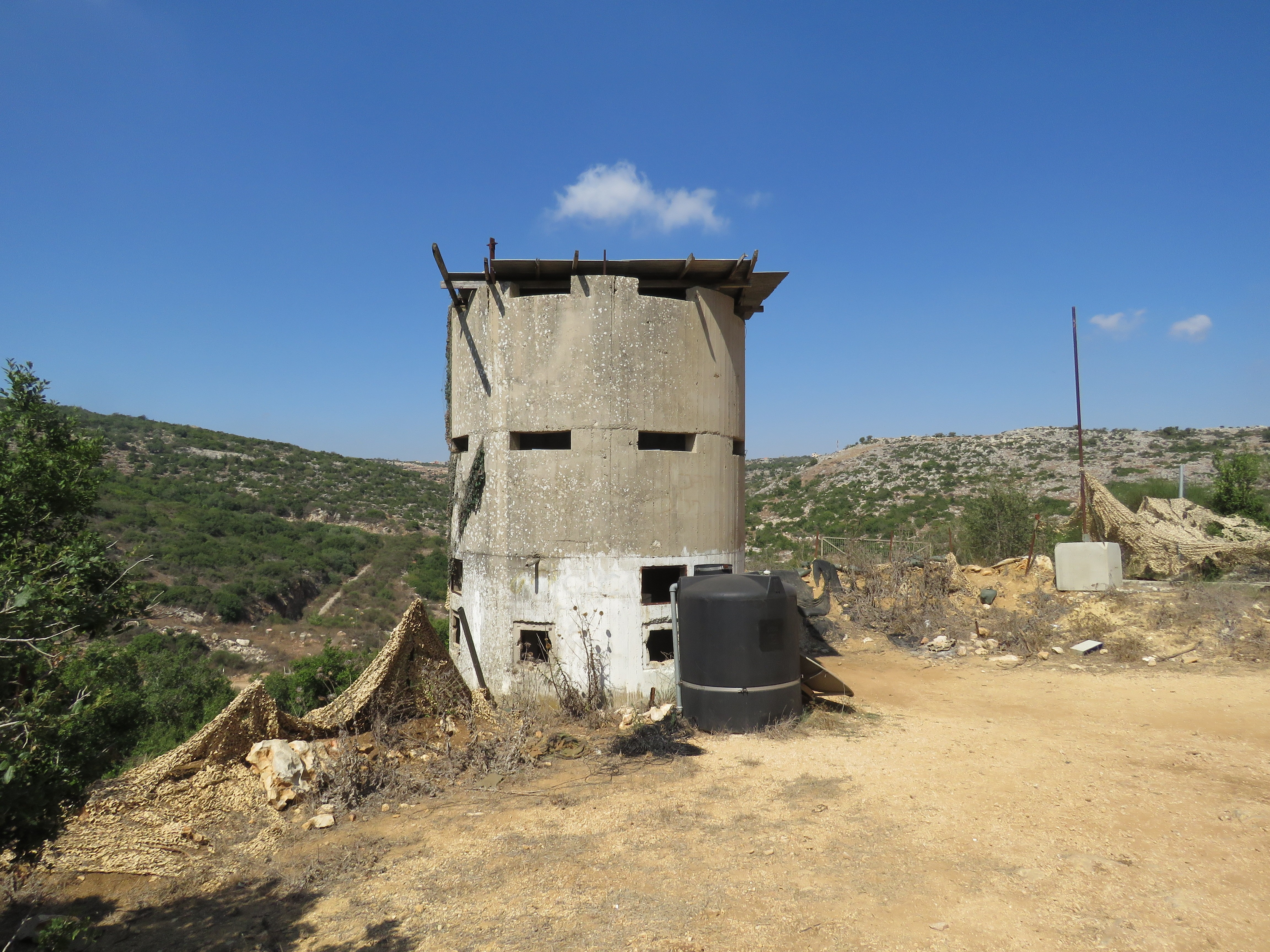
ДОТ в "Тегартном заборе" возле нынешнего мошава Нетуа. За ДОТом – израильский бункер..

Журнал Тайм отзывался о Тегартном заборе как о «наиболее остроумном решении Британии по предотвращению терроризма в Палестине». Забор не только препятствовал проникновению боевиков со стороны Ливана и Сирии, но и был призван пресечь нелегальную торговлю. Правда, с этими задачами заградительные линии справлялись недостаточно эффективно. Лазутчики легко преодолевали забор и уклонялись от мобильных патрулей, курсирующих по Северной дороге.  Случались и кровопролитные столкновения. Самое большое нападение на забор ливанских боевиков произошло в ночь на 27 июня 1938 года, когда строительство ещё не было окончено.
После подавления Арабского восстания в 1939 году забор был демонтирован. Но тегарты и ДОТы остались и продолжали использоваться англичанами до конца их правления в Палестине. Ныне эти сооружения входят в число достопримечательностей Верхней Галилеи.

## Перечень тегартов в заборе
| Изображение | Название       | Расположение                    | Назначение                           | Нынешнее состояние         |
| ----------- | -------------- | ------------------------------- | ------------------------------------ | -------------------------- |
|             | эль-Басса      | 33°03′59″ с. ш. 35°11′25″ в. д. | Полицейский пост в 1-й линии забора  | Заброшенный объект         |
|             | Тарбиха        | 33°04′52″ с. ш. 35°16′51″ в. д. | Полицейский пост в 1-й линии забора  | База Армия обороны Израиля |
|             | Саса           | 33°02′35″ с. ш. 35°21′42″ в. д. | Полицейский пост в 1-й линии забора  | База Армия обороны Израиля |
|             | Салиха         | 33°05′30″ с. ш. 35°27′58″ в. д. | Полицейский пост в 1-й линии забора  | Полиция Израиля            |
|             | Нэби Йуша      | 33°06′54″ с. ш. 35°33′23″ в. д. | Полицейский пост в 1-й линии забора  | Мецудат Коах               |
|             | Мажд-эль-Курум | 32°55′11″ с. ш. 35°15′50″ в. д. | Полицейский пост во 2-й линии забора | Ресторан                   |
|             | Раме           | 32°56′00″ с. ш. 35°22′03″ в. д. | Полицейский пост во 2-й линии забора | Демонтирован               |
|             | Фарадия        | 32°56′23″ с. ш. 35°26′12″ в. д. | Полицейский пост во 2-й линии забора | Заброшенный объект         |
|             | Эйн эт-Тина    | 32°58′26″ с. ш. 35°28′00″ в. д. | Полицейский пост во 2-й линии забора | Заброшенный объект         |